# Kolonșciîna, Makariv
Kolonșciîna (în ucraineană Колонщина) este localitatea de reședință a comunei Kolonșciîna din raionul Makariv, regiunea Kiev, Ucraina.

## Demografie
Componența lingvistică a localității Kolonșciîna
     Ucraineană (95,32%)
     Rusă (4,57%)
Conform recensământului din 2001, majoritatea populației localității Kolonșciîna era vorbitoare de ucraineană (95,32%), existând în minoritate și vorbitori de rusă (4,57%).